# كأس الاتحاد الإنجليزي 1876–77
كأس الاتحاد الإنجليزي 1876–77 (بالإنجليزية: 1876–77 FA Cup)‏ هو الموسم 6 من  كأس الاتحاد الإنجليزي. أقيم خلال الفترة 14 أكتوبر 1876 وحتى 24 مارس 1877، والذي يشرف على تنظيمه الاتحاد الإنجليزي لكرة القدم، وكان عدد الأندية المشاركة فيه  37، وفاز فيه Wanderers F.C. ‏.